# Lilyhurst
Lilyhurst – osada w Anglii, w hrabstwie Shropshire. Leży 26 km na wschód od miasta Shrewsbury i 204 km na północny zachód od Londynu.